# Mizuko Itō
Mizuko Itō (伊藤瑞子, Itō Mizuko, née le 22 juillet 1968), surnommée Mimi Itō, est une anthropologue culturelle japonaise, ainsi qu'une professeure à l'Université de Californie à Irvine en sciences humaines et sociales. Elle se spécialise dans l'utilisation des médias numériques par les enfants, ainsi que leur impact sur les relations humaines, l'identité et les communautés.

## Jeunesse et vie privée
Mizuko Itō grandit entre le Japon et les États-Unis. Au Japon, elle étudie à l'école internationale de Nishimachi, ainsi que l'école américaine du Japon. Elle écrit une thèse en études de l'Asie de l'Est concernant le rituel du thé. Elle étudie ensuite à Stanford où elle obtient son PhD pour son travail sur les médias interactifs et leurs liens sur la petite enfance.   
Elle a un frère, Joichi Ito, directeur du MIT Media Lab, avec lequel elle dirige le site Internet Chanpon.org.   

## Carrière
La carrière de Mizuko Itō est axée autour de l'apprentissage connecté, ainsi que de l'utilisation de la technologie par les plus jeunes, par exemple les jeux vidéos éducatifs ou les téléphones portables,. Elle s'intéresse également au phénomène otaku.
Elle reçoit également un prix de la Fondation MacArthur pour ses travaux sur les interactions des plus jeunes avec la technologies et les médias numériques.